# P. Ramamurti
P. Ramamurti (* 20. September 1908 in Veppathur, Distrikt Thanjavur, Tamil Nadu; † 16. Dezember 1987 in Madras) war ein indischer Freiheitskämpfer, Parlamentarier und marxistischer Theoretiker. Er gilt als Doyen der indischen Gewerkschaftsbewegung. Er war der erste Oppositionsführer des Staates Madras (heute Tamil Nadu).

## Lebensweg
Ramamurti stammte aus einer Brahmanenfamilie. Durch den Tod seines Vaters wurde er mit drei Jahren zum Halbwaisen. Als sein Bruder Mahalingam fünf Jahre später eine Stellung beim Currency Board in Madras (heute: Chennai) erhielt, übersiedelte die ganze Familie in den dortigen Ortsteil Triplicane, wo er auch seine Sekundärschulausbildung erhielt.
Schon früh wurde er zur indischen Befreiungsbewegung hingezogen. Die Reden nationalistischer Führer, wie Bal Gangadhar Tilak, Mohandas Gandhi und Subramaniya Bharati, am seiner Wohnung nahegelegen Marina-Strand beeinflussten ihn ebenso wie das Jallianwalabagh-Massaker. Als Gandhi die Kampagne der Nichtkooperation ausrief und forderte, dass Studenten nur noch nationale Schulen besuchen sollten, wechselte er an das Institut in Allahabad, das zu dieser Zeit unter Leitung von Jawaharlal Nehru und Purushottam Das Tandon, dem späteren Präsidenten der Kongresspartei. Während seiner Zeit dort lernte Ramamurti fließend Hindi sprechen. Nach zwei Jahren wurde diese Schule geschlossen. Dem Rat von C. Rajagopalachari – den er im Sabarmati-Aschram von Ahmedabad besuchte – folgend, kehrte er an seine frühere Schule zurück.

### Aktivist für die Kongresspartei
Seine Hochschulausbildung begann er am Presidency College (heute Teil der University of Madras). Schon nach wenigen Monaten wurde ihm seine Arbeit für einen Congress-Kandidaten zum Vorwurf gemacht. Um disziplinarischen Maßnahmen zu entgehen, wechselte an die Banaras Hindu University, damals geleitet vom Freiheitskämpfer Madan Mohan Malaviya. Kurz vor Abschluss seiner zweijährigen Ausbildung 1929 leitete er die Proteste gegen den Besuch der Simon-Kommission. Im folgenden Jahr wurde er erstmals zu einer Haftstrafe – von 6 Monaten – verurteilt, weil er Proteste gegen das Tragen ausländischer Stoffe organisierte.
Nach seiner Freilassung kehrte er nach Madras zurück, wo er für den Congress tätig wurde und für die Gleichberechtigung der Unberührbaren (Dalits) agitierte. Er organisierte die Flickschuster von Triplicane, die alle Unberührbare waren, und denen durch die orthodoxe Verwaltung des Parthasaray-Tempels der Zugang zu diesem versagt wurde. Ramamurti erreichte ein Gerichtsurteil, das es den Unberührbaren erlaubte, an den Wahlen zum Verwaltungsrat des Tempels teilnehmen zu dürfen, zu dieser Zeit ungeheurer Fortschritt.
Als innerhalb der Kongresspartei die Congress Socialist Party (CSP) von Jayaprakash Narayan gegründet wurde, trat er dieser bei. Bald kam er mit marxistischem Gedankengut in Berührung. Er organisierte Rikscha-Kulis und Fabrikarbeiter, die er verschiedentlich vor Arbeitsgerichten (Labour Tribunals) vertrat.
Während der 1930er setzte Ramamurti sich besonders für die Abschaffung des ausbeuterischen zamindari inam-Systems der Landpacht ein, das besonders Dalits die Landarbeiter waren, benachteiligte. Dessen endgültige Abschaffung konnte erst 1951 erreicht werden.

### Marxistischer Aktivist und Parlamentarier
Durch seine Kontakte mit dem Kommunistenführer J. Sundarayya (1913–85) näherte sich Ramamurti der kommunistischen Partei (CPI) an. Er wurde für sie ab 1936/37 im Untergrund tätig und stieg innerhalb der Organisation stetig auf. In mehreren Gerichtsverfahren ab 1941 wurde er wegen „Verschwörung“ verurteilt und bis kurz vor der Unabhängigkeit Indiens gefangen gehalten. Nach dem Verbot der Kommunistischen Partei wurde er erneut inhaftiert. Insgesamt verbrachte er neun Jahre seines Lebens im Gefängnis.
Bei der ersten Wahl zur Legislatur von Madras nach der Unabhängigkeit – 1952, er war immer noch inhaftiert, wurde er zum Abgeordneten von Madras-Nord gewählt. Als Oppositionsführer – dies obwohl die Volksfront, der die CPI mit angehörte die Mehrheit hatte – reüssierte er durch Reden in Tamil, für dessen Einführung als Amtssprache er eintrat. Weiterhin engagierte er sich für die Rechte der Landarbeiter und gegen Polizeigewalt, die insbesondere gegen streikende Werktätige immer wieder angewandt wurde. In den Verhandlungen der Bundesstaaten Kerala und Tamil Nadu über Wasserrechte in den 1950er Jahren war er vermittelnd tätig. Zu dieser Zeit war Rajagopalachari Chief Minister für den Congress und ein lautstarker Gegner der Kommunisten. Dies beeinträchtigte jedoch nicht die herzliche persönliche Beziehung der beiden.
Ramamurti glaubte nicht an den Erfolg des von Nehru eingeschlagenen sozialistischen Weges, sondern war der Meinung, dass nur Einigkeit, politische Schulung und unbedingter Glaube an die Ideologie, verbunden mit Militanz, zum Ziel führen könne.
Im Jahre 1964 kam es zu ideologischen Differenzen innerhalb der CPI, was zu einer Abspaltung der Communist Party of India (Marxist) (CPI(M)) führte. Ramamurti war einer von neun Gründungsmitglieder des neuen Politbüros. Sein Hauptanliegen war die Stärkung des Gewerkschaftsflügels. Zu diesem Zweck organisierte er landesweit und verfasste Schriften zu Gegenwartsproblemen. Als sich 1970 der indische Gewerkschaftsbund AITUC spaltete und das Centre of Indian Trade Unions (CITU) entstand, war er dessen erster Generalsekretär (bis 1983).
1967 wurde er erstmals auf nationaler Ebene in das indische Parlament Lok Sabha gewählt. Dem Oberhaus Rajya Sabha gehörte er 1971–77 an. Insgesamt war er auf nationaler Ebene 16 Jahre Abgeordneter, wobei er sich hauptsächlich mit arbeitsrechtlichen Fragen befasste. International war in der World Federation of Trade Unions (WFTU) im Kampf gegen den Imperialismus tätig. Seine zweistündige Rede 1979 verhinderte ein Abkommen der Staatsfirma Bharat Heavy Industries (BHEL) mit Siemens. Seiner Ansicht nach hätte der Vertrag die einheimische Forschung und Entwicklung aufs stärkste behindert. Prinzipiell war er gegen Kooperation mit Multis.
Ab 1983 war er wegen schlechter Gesundheit von sämtlichen Tätigkeiten für die Partei entbunden, er blieb jedoch noch im Hintergrund tätig. Ramamurti starb 1987 79-jährig in Madras. Anlässlich seines 100. Geburtstages wurde in Madurai am 20. September 2008 eine Statue enthüllt.
Seine Tochter R. Vaigai ist Anwältin in Madras, Vorsitzende der All India Lawyers’ Union für Chennai und Direktorin des dortigen People’s Law Centre.

## Werke
in westlichen Sprachen:
- Surging tide of working class struggles: report of Com. P. Ramamurti to the General Council meeting held at Coimbatore on June 11-14, 1971. Calcutta 1971? (Centre of Indian Trade Unions), 94 S.
- Stop BHEL’s dangerous truck with Siemens: an investigative analysis. New Delhi 1978 (Centre of Indian Trade Unions), 136 S.
- For whom the BHEL tolls? New Delhi 1979. Communist Party of India (Marxist), “Full text of the speech in Rajya Sabha exposing the dangerous machinations to serve the interests of West German multinational firm”
- Real face of the Assam agitation. 2. Auflage. New Delhi 1980 (Communist Party of India(Marxist)), 32 S.
- The freedom struggle and the Dravidian movement. Madras 1987, ISBN 0-86131-769-6
- The Problems Of Indian Polity. 1986, ISBN 81-212-0042-3